# Onder Vuur
Onder Vuur is een Vlaamse fictiereeks geregisseerd door Joost Wynant. De eerste aflevering werd uitgezonden op 12 september 2021 op Eén.
Het verhaal speelt zich af in en rond het brandweerkorps van Oostende. De cast bestaat uit onder anderen Louis Talpe, Lien De Graeve, Wouter Bruneel, Lynn Van Royen, Sam Louwyck, Dirk Van Dijck en Ann Tuts.

## Verhaal
Deze fictiereeks vertelt het verhaal van de brandweerpost Oosteroever in Oostende. Deze post is een kleine kazerne met veel verschillende personages en een eigenwijze stijl van werken. Ondanks dit alles leveren de brandweerlui steeds werk van een hoog niveau. Het redden van mensenlevens komt steeds op de eerste plaats.
Wanneer brandweerluitenant Patrick totaal onverwacht beslist om het korps te verlaten voor een promotie, davert Oosteroever op haar grondvesten. Vooral sergeant Orlando voelt zich in de steek gelaten door zijn mentor. De nieuwe (vrouwelijke) luitenant ("luitenante") Dominique wil de personages van de kazerne omvormen volgens de standaarden van de Brugse commandopost. Maar daarvoor blijkt een andere soort aanpak nodig dan voorgeschreven. Wanneer er door fouten van de brandweerpost dodelijke slachtoffers vallen tijdens een interventie komt het voorbestaan van Oosteroever in het gedrang.
Omdat werk en privé van de brandweerlui steeds meer door elkaar lopen ontstaan er bijkomende spanningen in de kazerne.

## Rolverdeling[5]
| Acteur              | Personage              | Aantal afleveringen | Aantal afleveringen | Aantal afleveringen | Aantal afleveringen |
| Acteur              | Personage              | S1                  | S2                  | S3                  | Totaal              |
| ------------------- | ---------------------- | ------------------- | ------------------- | ------------------- | ------------------- |
| Louis Talpe         | Orlando Foncke         | 10                  | 10                  | 8                   | 28                  |
| Lien De Graeve      | Dominique Meersman     | 10                  | 10                  | 8                   | 28                  |
| Wouter Bruneel      | Boris Weber            | 10                  | 10                  | 8                   | 28                  |
| Ann Tuts            | Noelle Hauspie         | 10                  | 10                  | 8                   | 28                  |
| Ilse de Koe         | Katrien                | 9                   | 8                   | 8                   | 25                  |
| Sam Louwyck         | Patrick Sinnaeve       | 10                  | 10                  | 3                   | 23                  |
| Lynn Van Royen      | Maaike De Boel         | 10                  | 7                   | 6                   | 23                  |
| Kasper Vandenberghe | Steve Pauwels          | 7                   | 8                   | 7                   | 22                  |
| Aimé Claeys         | Tom Lateur             | 9                   | 10                  | 2                   | 21                  |
| Alessia Sartor      | Nina Gonzales          | 10                  | 10                  |                     | 20                  |
| Dirk Van Dijck      | Henri Maenhout         | 10                  | 10                  |                     | 20                  |
| Katelijne Verbeke   | Peggy                  | 7                   | 7                   | 1                   | 15                  |
| Joke Devynck        | Celine De Vlaeminck    |                     | 8                   | 6                   | 14                  |
| Mauro Legein        | Noah Foncke            | 5                   | 5                   | 3                   | 13                  |
| Imani De Caestecker | Marieke Belpamme       | 5                   |                     | 8                   | 13                  |
| Maarten Ketels      | Vincent Knockaert      | 10                  |                     |                     | 10                  |
| Sahin Avci          | Gio Kaplan             | 10                  |                     |                     | 10                  |
| Piet De Praitere    | Gilbert Gesqiuere      | 10                  |                     |                     | 10                  |
| Gust Mestdach       | Manu De Cauter         |                     | 10                  |                     | 10                  |
| Sebastien Dewaele   | Burgemeester Bastiaens | 1                   | 6                   | 2                   | 9                   |
| Dries Vanhegen      | Lukas Maenhout         | 4                   | 5                   |                     | 9                   |
| Jennifer Heylen     | Amber Demey            |                     | 8                   |                     | 8                   |
| Arne Dawyndt        | Johny Sinnaeve         |                     | 8                   |                     | 8                   |
| Guga Baúl           | Anton Marquet          | 1                   | 8                   |                     | 8                   |
| Vincent Van Sande   | Pieter Voet            |                     |                     | 8                   | 8                   |
| Ismail L'Hamiti     | Nouri Ouali            |                     |                     | 8                   | 8                   |
| Anushka Melkonian   | Cassia Di Matteo       |                     |                     | 8                   | 8                   |
| Ellen Sterckx       | Jade Casteels          |                     |                     | 8                   | 8                   |
| Wim Willaert        | Lorenz Lefever         |                     |                     | 8                   | 8                   |
| Mathias Sercu       | Geert Belpamme         | 6                   |                     | 2                   | 8                   |
| Kim Van Oncen       | Alissa                 | 7                   |                     |                     | 7                   |
| Tibo Vandenborre    | Raf Sinnaeve           |                     | 7                   |                     | 7                   |
| Isabelle Van Hecke  | Judy Sinnaeve          |                     | 7                   |                     | 7                   |
| Lore Dejonckheere   | Claudia                | 3                   | 3                   |                     | 6                   |
| Johan Van Assche    | Mario Meersman         |                     | 6                   |                     | 6                   |
| Matthieu Sys        | Grégoir                | 5                   |                     |                     | 5                   |
| Flor Van Severen    | Simeon                 | 5                   |                     |                     | 5                   |
| Loes Swaenepoel     | Sofie Lambrechts       |                     | 5                   |                     | 5                   |
| Günther Lesage      | Joris Brel             |                     |                     | 5                   | 5                   |
| Maïmouna Badjie     | Jitske Van den Heuvel  | 4                   |                     |                     | 4                   |
| Silke Thorrez       | Karlijn                | 4                   |                     |                     | 4                   |
| Katrien Vandendries | Maya Lefever           |                     |                     | 4                   | 4                   |

Legenda:

## Afleveringen

### Seizoen 1
| Episode | Naam                   | Duur   | Uitzenddatum      |
| ------- | ---------------------- | ------ | ----------------- |
| 1       | Man overboord          | 45 min | 12 september 2021 |
| 2       | Nieuw bloed            | 51 min | 19 september 2021 |
| 3       | Koekoeksjong           | 45 min | 26 september 2021 |
| 4       | Tussen ons             | 51 min | 3 oktober 2021    |
| 5       | Paling in 't groen     | 47 min | 10 oktober 2021   |
| 6       | Tussen wal en schip    | 44 min | 17 oktober 2021   |
| 7       | Emma                   | 50 min | 24 oktober 2021   |
| 8       | Oude liefde roest niet | 49 min | 31 oktober 2021   |
| 9       | Ademnood               | 43 min | 7 november 2021   |
| 10      | De doden zwijgen niet  | 49 min | 14 november 2021  |

### Seizoen 2
| Episode | Naam                             | Duur   | Uitzenddatum     |
| ------- | -------------------------------- | ------ | ---------------- |
| 11      | Vissenkop                        | 44 min | 30 oktober 2022  |
| 12      | Oost west thuis best             | 48 min | 6 november 2022  |
| 13      | De beste stuurlui staan aan wal  | 44 min | 13 november 2022 |
| 14      | Marvin                           | 47 min | 20 november 2022 |
| 15      | De vis wordt duur betaald        | 48 min | 11 december 2022 |
| 16      | De schoonste plek van Oostende   | 47 min | 18 december 2022 |
| 17      | Einde shift                      | 47 min | 25 december 2022 |
| 18      | Wat doet pijn en telt voor twee? | 51 min | 1 januari 2023   |
| 19      | Offer                            | 51 min | 8 januari 2023   |
| 20      | Adieu                            | 48 min | 15 januari 2023  |

### Seizoen 3
| Episode | Naam                     | Duur   | Streamz     | Uitzenddatum VRT 1 |
| ------- | ------------------------ | ------ | ----------- | ------------------ |
| 21      | Nieuw samengesteld gezin | 48 min | 6 juni 2024 | 10 november 2024   |
| 22      | Dennis                   | 46 min | 6 juni 2024 | 17 november 2024   |
| 23      | PP                       | 47 min | 6 juni 2024 | 24 november 2024   |
| 24      | Eerste chauffeur         | 54 min | 6 juni 2024 | 1 december 2024    |
| 25      | De rave                  | 51 min | 6 juni 2024 | 8 december 2024    |
| 26      | Misdaad en straf         | 53 min | 6 juni 2024 | 15 december 2024   |
| 27      | Jachtseizoen             | 49 min | 6 juni 2024 | 22 december 2024   |
| 28      | Afscheid                 | 51 min | 6 juni 2024 | 29 december 2024   |